# Skinny Puppy
Skinny Puppy é um grupo canadense de música industrial, formado em Vancouver, Colúmbia Britânica, Canadá. O grupo é amplamente considerado o fundador do gênero electro-industrial.
Inicialmente concebido como um projeto paralelo experimental por cEvin Key enquanto ele estava na banda de new wave Images In Vogue, o Skinny Puppy evoluiu para um projeto em tempo integral com a adição do vocalista Nivek Ogre. Ao longo de uma dúzia de álbuns de estúdio e muitas turnês, Key e Ogre foram os únicos membros constantes. Outros membros incluem Dwayne Goettel (1986-1995), Dave "Rave" Ogilvie (associado de longa data, produtor e quarto membro "não-oficial" até 1995), Mark Walk (2003-presente), e vários de convidados, incluindo Bill Leeb (1985-1986, sob o pseudônimo de Wilhelm Schröder), Al Jourgensen (1989), do Ministry, e muitos outros.
Após o lançamento do seu primeiro cassete em 1984, o Skinny Puppy assinou com a gravadora Nettwerk, de Vancouver. Desde a estréia sob o selo Nettwerk em 1984 com o EP Remission até Last Rights, seu álbum de 1992, o Skinny Puppy desenvolveu-se como uma banda influente, com uma legião de fãs, a partir da fusão de elementos de música ambiente, noise, new wave, electro, rock, e fazendo uso inovador de samples. A canção "Who's Laughing Now" foi utilizada intensamente nas cenas finais do filme Bad Influence, de 1990. Ao longo de várias turnês na América do Norte e Europa nesse período, o Skinny Puppy ficou conhecido por performances teatrais, com temas de terror nas performances ao vivo e vídeos, chamando atenção para questões como a guerra química, bem como a propagação de testes científicos envolvendo animais como cobaias.
Em 1993, o Skinny Puppy deixou a gravadora Nettwerk e o produtor de longa data Dave "Rave" Ogilvie, assinando com a American Recordings e se mudando para Malibu, Califórnia, onde os problemas com as drogas e a tensão entre os membros da banda atormentaram a gravação de seu próximo álbum, The Process. Ogre saiu da banda em Junho de 1995, e Goettel morreu de uma overdose de heroína dois meses mais tarde. O álbum foi concluído com Dave "Rave" Ogilvie e lançado em memória de Goettel em 1996.  Key e Ogre, já ativos em uma série de outros projetos, seguiram caminhos separados, se reunindo para um único concerto do Skinny Puppy no Doomsday Festival, em Dresden, na Alemanha, em 2000. O Skinny Puppy voltou à ativa em 2003, com a entrada de Mark Walk, e desde então lançou dois álbuns pela gravadora alemã Synthetic Symphony, fazendo também várias turnês.

## Discografia
| Álbuns - Back and Forth (1984) - Bites (1985) - Mind: The Perpetual Intercourse (1986) - Cleanse Fold and Manipulate (1987) - VIVIsectVI (1988) - Rabies (1989) - Too Dark Park (1990) - Last Rights (1992) - Top Heatseekers #10 - The Billboard 200 #193 - The Process (1996) - Top Heatseekers #1 - The Billboard 200 #102 - Puppy Gristle (2002) - The Greater Wrong of the Right (2004) - DAC Top 50 Albums #1 - Top Heatseekers #7 - Top Independent Albums #9 - The Billboard 200 #176 - Mythmaker (2007) - Top Heatseekers #4 - Top Electronic Albums #5 - Top Independent Albums #17 - The Billboard 200 #200 - HanDover (2011) - Weapon (2013) | EP - Remission (1984) - Chainsaw (1987) Singles - "Dig It" (1986) - "Stairs and Flowers" (1987) - "Addiction" (1987) - "Censor" (1988) - "Testure" (1989) - Hot Dance Music/Club Play #19 - "Tin Omen" (1989) - "Worlock" (1990) - "Tormentor" (1990) - "Spasmolytic" (1991) - "Inquisition" (1992) - "Love In Vein" (1992) cancelled - "Candle" (1996) promo - "Track 10" (2000) limited - "Politikil" (2007) promo | Coletâneas - Bites and Remission (1987) - Remission and Bites (1987) - Twelve Inch Anthology (1990) - Back and Forth Series 2 (1992) - Brap: Back and Forth Series 3 & 4 (1996) - Top Heatseekers #39. - remix dystemper (1998) - The Singles Collect (1999) - The B-Sides Collect (1999) - Back and Forth Series 6 (2003) - Back and Forth Series 7 (2007) Álbuns ao vivo - Ain't It Dead Yet? (1987) - Doomsday: Back and Forth Series 5: Live in Dresden (2001) - DAC Top 50 Albums #15 - Live: Bootlegged, Broke and In Solvent Seas (2012) |